# Alburnoides qanati
Alburnoides qanati är en fiskart som beskrevs av Brian W. Coad och Bogutskaya 2009. Alburnoides qanati ingår i släktet Alburnoides och familjen karpfiskar. Inga underarter finns listade i Catalogue of Life.